# 马头水乡
马头水乡是山西省太原市尖草坪区下辖的一个乡。位于太原西山北部的崛围山上，原属化客头镇。乡政府驻马头水村。2021年4月，撤销马头水乡，整建制并入柴村街道。

## 行政区划
马头水乡下辖15个村委会，20个自然村。
- 马头水村
- 甘草卯村
- 上水峪村
- 柏崖头村
- 下水峪村
- 马角村
- 银角村
- 窑儿上村
- 梁背后村
- 马吉掌村
- 珍珠峁村
- 南石槽村
- 北石槽村
- 横岭村
- 庄头村[2]